# 栃木師範学校

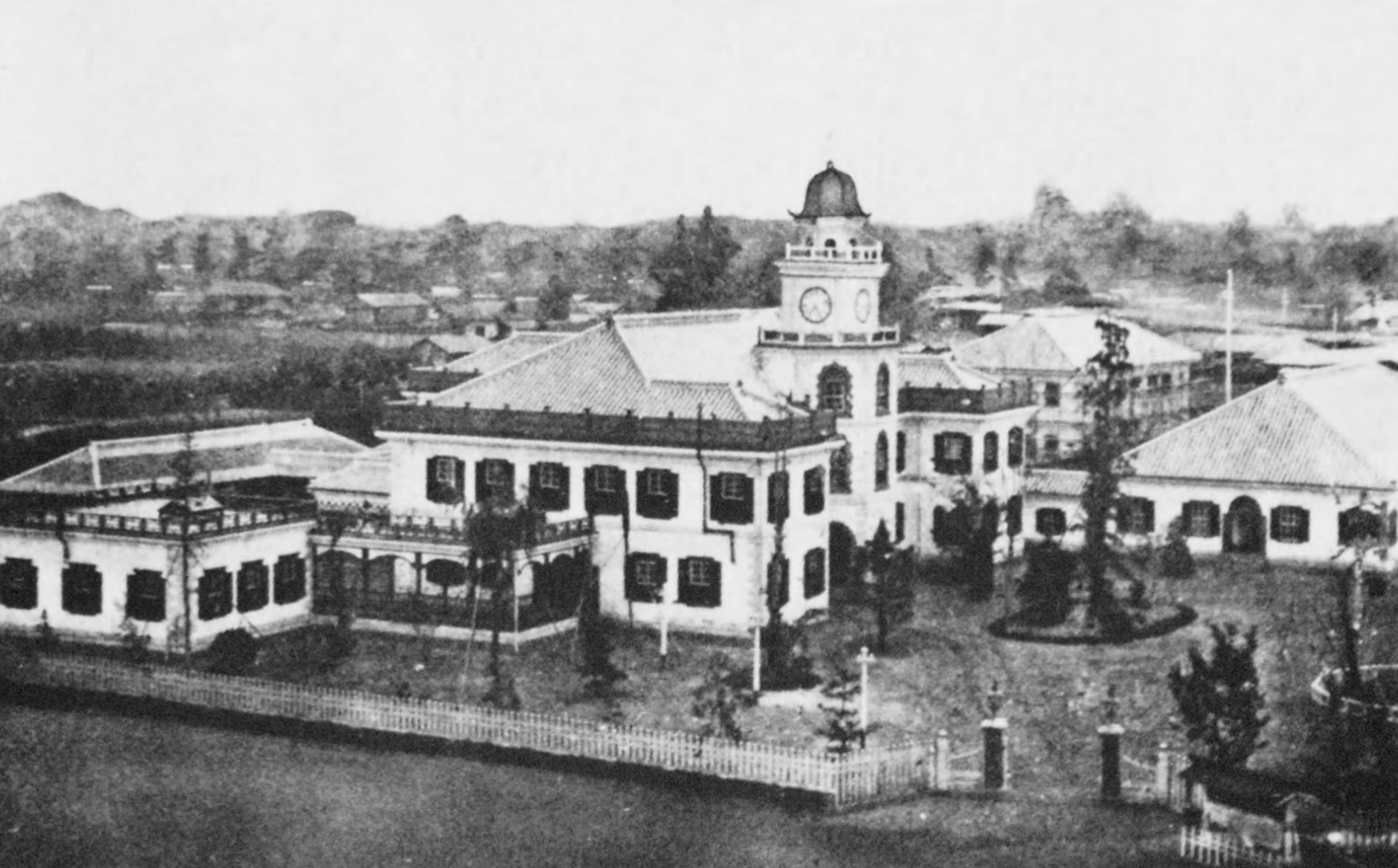
1877年（明治10年）、薗部村の栃木県庁前に新築された師範学校。

栃木師範学校 （とちぎしはんがっこう） は新制宇都宮大学学芸学部 （現・共同教育学部） の前身の一つとなった師範学校である。

## 沿革

### 栃木県立期

#### 類似師範学校、旧・栃木師範学校、旧・栃木県師範学校
- 1873年（明治6年）
  - 4月29日 - 「類似師範学校」の設立が認可される。校名は、官立東京師範学校（のちの東京高等師範学校）に類似する師範学校の意。
  - 5月31日 - 都賀郡栃木町万町（現・栃木市万町）に「類似師範学校」が設置される。
- 1874年（明治7年）
  - 5月17日 - 附属小学校を設置。
  - 8月8日[2] - 「栃木師範学校」と改称。修業年限を6箇月、入学資格を17歳以上35歳以下とする。
- 1875年（明治8年）11月 - 女子師範部を設置。
- 1876年（明治9年）2月 - 栃木師範学校規則を制定。修業年限が1年となる。女子師範部は栃木県女学校に教育を委託 （1888年（明治21年）4月まで）。
- 1877年（明治10年）
  - 2月1日 - 都賀郡薗部村鶉島（現・栃木市入舟町）の栃木県庁前に新築移転。
  - 2月7日 - 附属予備学校を併設。
  - 11月9日 - 女子師範生寮を栃木県庁構内に設置。同月25日に生徒が入舎。
- 1879年（明治12年）
  - 2月13日 - 附属予備学校が分離し、「栃木中学校」として独立。
  - 10月13日 - 「栃木県師範学校」と改称。
- 1880年（明治13年）6月 - 教則が改定され、修業年限が2年となる。
- 1882年（明治15年）8月 - 規則が改定され、初等科（修業年限1年）・中等科（同2年半）・高等科（同4年）が設置される。
- 1885年（明治18年）
  - 3月31日 - 師範学校移転のため、附属小学校を廃止。
  - 4月26日 - 宇都宮町塙田村二里山 （現・宇都宮市塙田） の栃木県庁[3]前に移転。宇都宮小学校東校と宇都宮小学校西校を代用附属小学校とする。

#### 栃木県尋常師範学校
- 1886年（明治19年）9月27日 - 師範学校令により「栃木県尋常師範学校」と改称。
- 1887年（明治20年）4月 - 学則が改定され、修業年限が4年となる。
- 1888年（明治21年）4月11日 - 栃木県庁前に附属小学校を設置（再設置）。
- 1893年（明治26年）4月7日 - 附属幼稚園を設置。
- 1897年（明治30年）3月29日 - 女子師範部を廃止。

#### 栃木県師範学校
- 1898年（明治31年）4月1日 - 師範教育令により「栃木県師範学校」と改称（「尋常」が除かれる）。
- 1900年（明治33年）1月25日 - 附属幼稚園を廃止。
- 1901年（明治34年）
  - この頃 - 校歌『雲に聳ゆる二荒の』を制定。
  - 3月28日 - 宇都宮市戸祭町松原 （現・宇都宮市松原） に新築移転。
- 1902年（明治35年）
  - 9月 - 暴風雨で校舎・寄宿舎倒壊、生徒1名死亡。
  - 10月 - 旧二里山校舎に移転。
- 1903年（明治36年）12月 - 戸祭校舎が復旧。
- 1908年（明治41年）2月 - 師範学校規程準拠の学則が制定される （栃木県令第14号）。
  - 予備科 （1年制、高小卒対象）・本科第1部 （4年制、予備科修了者対象）・本科第2部 （1年制、中学卒対象）・小学校教員講習科を設置。
- 1925年（大正14年）4月 - 本科が5年制となる。
- 1926年（大正15年）4月15日 - 専攻科 （1年制） を設置。
- 1928年（昭和3年）9月12日 - 河内郡国本村宝木 （現・宇都宮市若草） に移転。
  - 陸軍第十四師団第六十六聯隊跡。
- 1929年（昭和4年）
  - 3月27日 - 附属小学校が河内郡国本村宝木の校舎に移転。
  - 4月1日 - 宇都宮昭和尋常小学校を代用附属小学校とする。
- 1931年（昭和6年）1月 - 本科第2部、2年制となる。
- 1932年（昭和7年）3月31日 - 宇都宮昭和尋常小学校の代用附属小学校としての使用を終了。
- 1940年（昭和15年）5月3日 - 本科第2部に特別学級 （大陸科） を設置。
- 1941年（昭和16年）4月1日 - 国民学校令の施行により、附属小学校が「附属国民学校」に改称。尋常科が初等科に改組される。

#### 栃木県女子師範学校
- 1904年（明治37年）
  - 2月 - 「栃木県女子師範学校」が設置される。
  - 4月11日 - 開校式を挙行。所在地:宇都宮町塙田村二里山。栃木県師範学校の旧二里山校舎に近接。
- 1906年（明治39年）2月 - 附属小学校と附属幼稚園を設置。
- 1908年（明治41年）2月 - 予備科・本科第1部・本科第2部を設置。
- 1909年（明治42年）- 栃木県師範学校の旧二里山校舎に移転。
- 1915年（大正4年）2月 - 幼稚園を廃止。
- 1925年（大正14年）4月 - 本科第一部の修業年限を5年とする。
- 1926年（大正15年）5月 - 専攻科（1年制）を設置。
- 1928年（昭和3年）
  - 2月 - 本科第2部、2年制となる。
  - 4月 - 栃木県立宇都宮第二高等女学校を併設。
  - 10月 - 栃木県師範学校の旧戸祭校舎に移転 （県立宇都宮第二高女は二里山に残存）。
- 1930年（昭和5年）3月 - 農業科と英語科を随意科目とする。
- 1933年（昭和8年）5月 - 県立宇都宮第二高女が戸祭に移転、再び同校を併設。
- 1936年（昭和11年）4月 - 附属幼稚園を設置（再設置）。
- 1941年（昭和16年）4月1日 - 国民学校令の施行により、附属小学校が「附属国民学校」に改称。尋常科が初等科に改組される。

### 官立期

#### 栃木師範学校
- 1943年（昭和18年）4月1日 - 栃木県師範学校・栃木県女子師範学校を統合し、官立（国立）「栃木師範学校」が設置される。
  - 旧栃木県師範学校校舎に「男子部」、旧栃木県女子師範学校校舎に「女子部」を設置。
  - 本科 （3年制、中等学校卒業者・予科修了者対象）・予科 （2年制、高等小学校卒業者対象） を設置。
  - それぞれの附属国民学校も「栃木師範学校男子部附属小学校」・「栃木師範学校女子部附属小学校」として存続。
- 1945年（昭和20年）12月  - このころ、教官糾弾事件発生。
- 1946年（昭和21年）
  - 3月 - 予科、3年制に延長 （中等学校が5年制に復したため）。
  - 6月 - 食糧不足のため、夏休みを繰上げ延長して農繁期休業に突入。
- 1947年（昭和22年）4月1日 - 学制改革（六・三制の実施）が行われる。
  - 附属国民学校の初等科が改組され、「栃木師範学校男子部附属小学校」・「栃木師範学校女子部附属小学校」となる。
  - 附属国民学校の高等科が改組され、新制中学校「栃木師範学校男子部附属中学校」・「栃木師範学校女子部附属中学校」が発足。
- 1949年（昭和24年）5月31日 - 新制「宇都宮大学」が発足。
  - 栃木青年師範学校と共に学芸学部 （1966年、教育学部と改称） の母体となった。
  - 「宇都宮大学栃木師範学校」として包括され、師範学校としての募集は停止。在校生が卒業するまで存続。
  - 男子部附属小学校が「宇都宮大学栃木師範学校附属宝木小学校」、女子部附属小学校が「宇都宮大学杤木師範学校附属松原小学校」に改称。
  - 男子部附属中学校と女子部附属中学校を統合し「宇都宮大学栃木師範学校附属中学校」とする。
- 1951年（昭和26年）3月 - 在校生が卒業し、宇都宮大学栃木師範学校が廃止される。
  - 附属小学校2校は統合され、「宇都宮大学学芸学部附属小学校」に改称。
  - 附属中学校は「宇都宮大学学芸学部附属中学校」に改称。
  - 附属幼稚園は「宇都宮大学学芸学部附属幼稚園」に改称。

## 歴代校長
栃木県師範学校（前身諸校を含む）
- （教師）金子小七郎：1873年5月 -
- （学頭）原弘三：1873年6月 -
- （学頭）林多一郎：1874年6月 -
- （学頭）古川良輔：1875年7月 -
- （学頭）藤川為親：1876年5月 -
- （学頭）小島玄寿：1880年12月 -
- （心得）久松義典：1881年12月 -
- 進祥三：1882年4月 -
- 飯田正宣：1883年4月27日 （第一中学校校長兼務）[4]
- 山内輝民：1890年6月13日 - 1893年6月6日
- 里村勝次郎：1893年6月6日 - 1898年11月7日
- 小浜宗介：1898年11月7日 - 1899年6月28日
- 林吾一：1899年6月28日 - 1900年3月2日
- 鈴木光愛：1900年3月2日 - 1906年5月22日
- 安達常正：1906年5月22日 -
- 稲垣茂一：1921年9月 -
- 三溝升一：1927年3月 -
- 田沢次郎：1932年3月 -
- 山田恒治：1936年3月 -
- 大野こう毅[5]：1939年9月

栃木県女子師範学校
- 内藤慶助：1904年5月27日 - 1907年6月14日
- 秋鹿見橘：1907年6月14日 - 1908年10月14日
- 東基吉：1908年10月14日 - 1915年4月27日
- 古市利三郎：1915年4月27日 -
- 勝山信司：1921年9月 -
- 鈴木卓苗：1925年3月 -
- 三溝升一：1926年3月 -
- 寺内頴：1927年3月 -
- 山東善之進：1929年4月 -
- 岩波喜代登：1932年5月 -
- 吉田政一：1935年11月 -
- 三木康至 （1942年4月 -

官立栃木師範学校
- 志水義暲：1943年4月1日[6] -
- 今井嘉橘：1944年9月 - 1945年11月24日[7]
- 井東豊彦：1945年11月24日[7] -

## 校地の変遷と継承
栃木県師範学校・官立栃木師範学校男子部
源流となった栃木県 「類似師範学校」 は 1873年4月、都賀郡栃木町万町 （現・栃木市万町） 近龍寺境内にあった栃木小学校校内で発足した。翌5月に栃木町若松街に移転、同年8月には栃木町旭町の旧足利藩陣屋郭内官邸に移転した。1877年2月、当時の栃木県庁の隣地、都賀郡薗部村鶉島 （現・栃木市入舟町、栃木第一小学校校地） に新築移転した。
1884年に県庁が宇都宮町に移転したのに伴い、1885年4月に栃木県師範学校も県庁の隣地、宇都宮町塙田村二里山 （現・宇都宮市塙田） に移転した。1902年3月、宇都宮市戸祭町松原 （現・宇都宮市松原、宇都宮大学附属小・中校地） に移転。同年9月、暴風雨で校舎・寄宿舎の一部が倒壊し、旧二里山校舎に撤退したが、1903年12月に戸祭に復帰した。1928年9月、河内郡国本村宝木 （現・宇都宮市若草、栃木県立宇都宮中央高等学校校地） の陸軍第十四師団第六十六聯隊跡に移転。宝木校地は、官立栃木師範学校男子部、さらに後身の新制宇都宮大学学芸学部に引き継がれた。新制宇都宮大学の本部は、1949年5月に宇都宮市峰町の旧宇都宮農専本館が全焼したため、宝木校地に置かれた。しかし宝木の旧師範学校本館も1952年2月に火災で焼失し、大学本部は1952年11月に峰町 （農学部キャンパス） に移転した。1955年4月には学芸学部 （1966年から教育学部） も宝木から峰町に統合移転し、現在に至っている。
旧二里山校地は、1909年-1928年の間、女子師範学校に使用された。旧戸祭 （松原） 校地は、1928年から女子師範学校校地となった。旧宝木校地は、現在は栃木県立宇都宮中央女子高等学校 および 宇都宮大学附属養護学校となっている。師範学校校地となる前の陸軍聯隊時代 （明治期） に建設された煉瓦造の倉庫は現在も宇都宮中央女子高校内に残り、登録有形文化財に登録されている。
栃木県女子師範学校・官立栃木師範学校女子部
栃木県女子師範学校は、栃木県師範学校の隣地 （宇都宮町塙田村二里山） で発足。1909年からは、栃木県師範学校の旧二里山校舎に移転。1928年10月、栃木県師範学校の旧戸祭 （松原） 校舎に移転した。戸祭校舎は、官立栃木師範学校女子部に引き継がれた。
旧戸祭 （松原） 校舎は、現在は宇都宮大学附属小学校・中学校の校地となっている。

## 著名な出身者
- 大塚喬（専攻科卒、参議院議員）
- 相馬助治（本科卒、衆議院議員、参議院議員）

## 関連書籍
- 宇都宮大学教育学部史編纂委員会（編）　『宇都宮大学教育学部百十五年史』　宇都宮大学教育学部、1989年3月。
- 栃木師範学校一覧（1944年（昭和19年）3月27日発行, 栃木師範学校） - 国立国会図書館近代デジタルライブラリー